# Solymosi Gyula
Solymosi Gyula (Újpest, 1947–2012) labdarúgó, csatár. A sportsajtóban Solymosi II néven szerepelt.

## Pályafutása
1965 és 1966 között az Újpesti Dózsa labdarúgója volt. Az élvonalban 1965. augusztus 29-én mutatkozott be a Salgótarján ellen, ahol 1–1-es döntetlen született. Tagja volt az 1965-ös idényben bronzérmes csapatnak. 1967 és 1973 között a Komlói Bányász játékosa volt. Az élvonalban 124 mérkőzésen szerepelt és 19 gólt szerzett.

## Sikerei, díjai
- Magyar bajnokság
  - 3.: 1965